# Fernanda Abreu
Fernanda Sampaio de Lacerda Abreu OMC (Rio de Janeiro, 8 de setembro de 1961) é uma cantora, compositora e bailarina brasileira, classificada pela imprensa como a pioneira da música pop dançante — com coreografias e uso de produções eletrônicas — no Brasil, apostando no gênero em 1990, após averiguar a dimensão internacional de artistas como Madonna e Prince, aderindo às coreografias, misturas com estilos dançantes e samplers em seus trabalhos. Na ocasião encontrou resistência dos produtores, uma vez que o rock estava em alta no Brasil, insistindo que poderia ganhar notoriedade fazendo música pop ao eternizar: "Não tem [mercado para o pop], mas vamos inaugurar". Pelo seu estilo musical foi chamada de  "a mãe do pop brasileiro" pelos jornais. Fernanda é formada como bailarina profissional pelo Ballet Tatiana Leskova, tendo ingressado em duas companhias de dança antes da carreira musical.
Em 1982 se tornou conhecida como backing vocal da banda de rock Blitz, responsável por popularizar o movimento do Rock Brasil nos anos 80, no qual permaneceu por três discos até 1986. Em 1990 iniciou sua carreira solo com o álbum SLA Radical Dance Disco Club, que trazia um som dançante inédito no Brasil, a música pop, contendo samplers de diversos artistas em suas faixas, como "Lady Marmalade", de Labelle, e "Vogue", de Madonna. "A Noite", "SLA Radical Dance Disco Club", "Você pra Mim", "Speed Racer" e "Kamikazes do Amor" foram liberados como singles do trabalho. Em 1992 é lançada sua faixa de maior sucesso, "Rio 40 Graus", considerada pela imprensa um marco na música brasileira por misturar hip hop, disco music e funk, gêneros ainda marginalizados na época, e falar sobre o lado caótico do Rio de Janeiro, colocando Fernanda no posto de ícone ao levar a música da periferia às rádios. A canção fez parte do SLA 2 Be Sample, que ainda teve como singles "Jorge da Capadócia", "Hello Baby" e "Do Seu Olhar".
Em 1995 Fernanda lançava seu álbum mais impactante, Da Lata, no qual aparecia nua no encarte, coberta apenas por sucata, e trazia uma mistura do pop com R&B e funk, criando uma marca pessoal de seus trabalhos. O single "Veneno da Lata" fazia referência ao conhecido caso policial da maconha traficada para o Brasil disfarçada em latas de alimentos, expressando o paralelo entre o bom e o proibido. Outra canção destacada foi "Garota Sangue Bom", tida como uma extensão de "Rio 40 Graus" por explorar a imagem suburbana da capital carioca. O álbum foi escolhido como o melhor álbum latino-americano de 1995 pela revista americana Billboard. Em 1997 foi lançada sua primeira coletânea, Raio X, porém de forma diferenciada, trazendo novas versões de todos seus maiores sucessos, além de sete faixas inéditas. A versão de "Kátia Flávia, a Godiva do Irajá", se tornou a segunda canção de maior sucesso de sua carreira, gerando duas indicações ao MTV Video Music Brasil.
Em 2000 foi lançado o álbum Entidade Urbana, focado em letras que retratavam  as metrópoles, sendo que todas as faixas trouxeram títulos relacionados ao tema. O primeiro single, "Baile da Pesada", trouxe diversas referências aos precursores dos bailes soul e funk carioca, como Big Boy e Furacão 2000, mas foi mesmo "São Paulo - SP" que ganhou mais repercussão, sendo seu primeiro single fora da cena carioca e descrito como uma redenção aos fãs paulistanos. Em 2004 Fernanda funda sua própria gravadora, Garota Sangue Bom Records, para produzir seu próprio material sem interferência, porém continuando com a parceria de lançamento e divulgação com a EMI. Logo após foi lançado o álbum Na Paz, trazendo uma mistura de ritmos já tradicionais em sua carreira com outros orientais, como a bhangra. Em 2006 foi lançado seu primeiro DVD, MTV ao Vivo. Em 2008 anunciou que estava trabalhando em seu próximo álbum. O projeto, porém, foi cancelado quando a mãe de Fernanda entrou em coma logo após, fazendo com que a cantora desistisse de qualquer lançamento até que ela se recuperasse — o que não aconteceu, uma vez que ela permaneceu internada por seis anos antes de falecer em 2014. Em 2015 Fernanda voltou a compor e assinou com a Sony Music, lançando em 20 de maio de 2016 o disco Amor Geral.

## Biografia

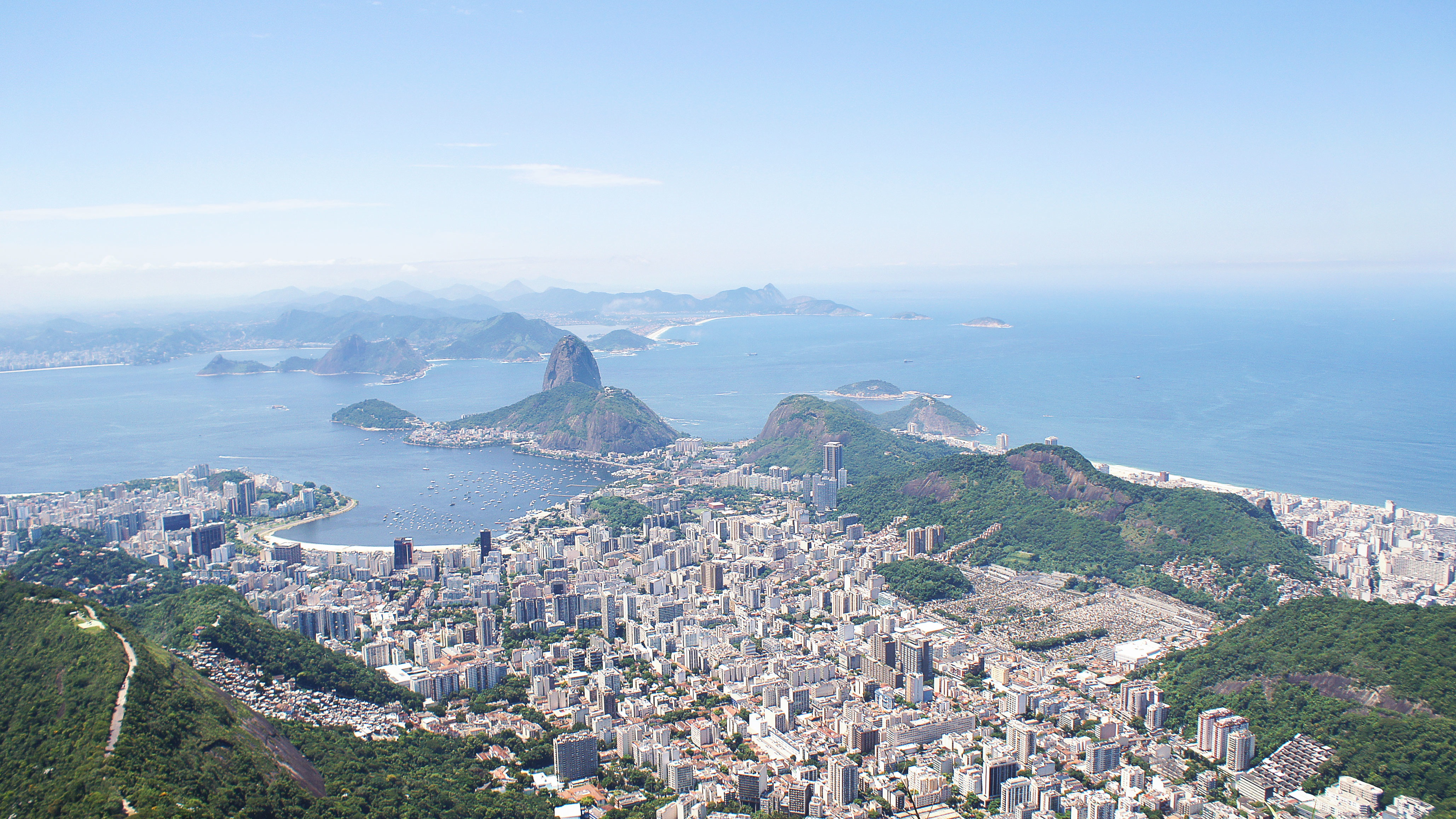
Zona Sul do Rio de Janeiro, onde Fernanda nasceu e cresceu

Fernanda Sampaio de Lacerda Abreu nasceu às 23:00 do dia 8 de setembro de 1961 no Rio de Janeiro, sendo filha da bibliotecária carioca Vera Marina Sampaio de Lacerda e do arquiteto português Armando Abreu, tendo ainda um irmão mais novo, Felipe Abreu. Sua mãe era deficiente auditiva e visual. Além da ascendência direta portuguesa — uma vez que seu pai nasceu e morou em Portugal até se casar —, a cantora também tem antepassados portugueses, africanos e indígenas por parte materna. Quando Fernanda tinha quatro anos, sua família se mudou para uma casa com design projetado por seu pai, no Jardim Botânico, bairro nobre da Zona Sul carioca, onde também viviam seus avós maternos, em outra ala do local. O interesse de Fernanda pela música surgiu nesta época, uma vez que a família desfilava anualmente no Carnaval do Rio de Janeiro, além de seu pai fazer parte de um grupo de samba intitulado A Patota, onde tocava cuíca. A mãe de Fernanda, apesar de não fazer parte do grupo, também cantava e tocava ganzá, tendo introduzido Fernanda aos discos de diversos músicos brasileiros, incluindo Clara Nunes, Cartola, Nélson Cavaquinho, Roberto Ribeiro e João Nogueira.
Aos nove anos, iniciou aulas de balé na academia ministrada pela russa Tatiana Leskova, vindo  a se formar como bailarina alguns anos depois. Na adolescência, também ingressou nos cursos de violão, canto, dança clássica e dança contemporânea, conforme seu interesse pela música se consolidava, ingressando em corais comunitários e participado de festivais de música infantil ao lado de seu irmão. Em 1977, aos dezesseis anos, ingressou no Grupo Coringa, companhia de dança liderada pela bailarina Graciela Figueroa. Em 1981, Carlos Afonso, um dos bailarinos principais, deixa o grupo para montar sua própria companhia, o Grupo Fonte, no qual Fernanda o acompanhou, ficando até o ano seguinte. No mesmo ano, Fernanda fundou sua primeira banda, a Nota Vermelha, na qual dividia os vocais com Leo Jaime.

## Carreira

### 1982–86: Carreira com Blitz
Em janeiro de 1982 Fernanda foi convidada por Evandro Mesquita para integrar a Blitz, banda recém-formada, na qual assumiu os backing vocals ao lado de Marcia Bulcão, dividindo o palco também com Lobão na bateria, Ricardo Barreto na guitarra, Antônio Pedro Fortuna no baixo, e William Forghieri nos teclados. A banda começou a fazer shows em bares da Zona Sul do Rio de Janeiro e, em pouco tempo, atraiu grande público, levando-os a se apresentar no palco do Circo Voador, a maior casa de shows carioca da época. A repercussão chamou atenção da EMI, que assinou contrato com a banda e, em 20 de julho, foi lançado o primeiro single, "Você Não Soube Me Amar".[carece de fontes?] Em três meses o compacto com apenas a faixa vendeu 100 mil cópias, tornando-se a canção de maior sucesso deles. Na sequência foi lançado o primeiro álbum da banda, As Aventuras da Blitz 1, que vendeu 300 mil cópias e gerou grande repercussão em razão da mistura de músicas humoradas e figurinos futuristas. As divergências artísticas de Lobão e Evandro cresciam descontroladamente e, dias depois do lançamento do disco, Lobão decidiu deixar a banda, sendo substituído por Juba na bateria. A Blitz se tornou uma das pioneiras do movimento do rock brasileiro da década de 1980. O segundo single lançado, "Mais Uma de Amor (Geme Geme)", tornou-se o segundo maior sucesso da banda, embora tenha esbarrado na censura por causa do teor sexual da canção. "Cruel Cruel Ezquizofrenético Blues" foi lançada como terceiro single.[carece de fontes?]
Em junho de 1983 foi lançado o novo single do grupo, "A Dois Passos do Paraíso", trazendo uma temática mais leve para que não fosse barrada pela censura. Na sequência foi lançada "Betty Frígida", a canção mais ácida da banda, que contava a história de uma relação sexual que foi ruim para ambos os lados.[carece de fontes?] Em 10 de setembro foi lançado o segundo álbum, Radioatividade, com uma grande festa organizada na sede da EMI, que reuniu artistas de renome como Caetano Veloso e Paulo Cézar Lima. A turnê da banda, dirigida por Patrícya Travassos, alcançou um público recorde e os primeiros shows bateram 50 mil pessoas. O terceiro e último single lançado foi "Weekend".[carece de fontes?] Em 23 de março de 1984 o grupo participou do especial infantil Plunct, Plact, Zuuum... 2, da TV Globo, onde também interpretaram uma nova faixa, "A Verdadeira História de Adão e Eva", incluída na trilha sonora do programa. Em 7 de julho o grupo realizou seu show de maior repercussão na Praça da Apoteose, que arrastou 30 mil pessoas. Em 14 de setembro a banda estrelou seu próprio especial na Rede Globo, Blitz contra o Gênio do Mal, misturando dramaturgia e musical.
Logo após foi lançado o novo single, "Egotrip".[carece de fontes?] O terceiro álbum, BLITZ 3, foi liberado no dia 15 de dezembro, tendo três formatos com capas diferentes, produzidas pele empresa de disign A Bela Arte. Em 1985 a banda se apresentou em duas datas da primeira edição do Rock in Rio – 13 de janeiro, para um público de 110 mil pessoas, e 20 de janeiro, para 200 mil pessoas. Logo após, "Eugênio" e "Louca Paixão" foram lançados como segundo e terceiro singles do álbum, respectivamente.[carece de fontes?] A superexposição e a demanda exagerada de trabalho gerou conflitos internos e os integrantes entenderam que era hora de fazer um hiato nos trabalhos da banda, anunciando que o trabalho seguinte, intitulado O Último da Blitz, seria o último. No entanto, o álbum nunca chegou a ser gravado, uma vez que Ricardo e Márcia deixaram a banda no final de 1985 e, em 3 de março de 1986, a Blitz anunciou sua separação oficial.

### 1987–91:SLA Radical Dance Disco Club

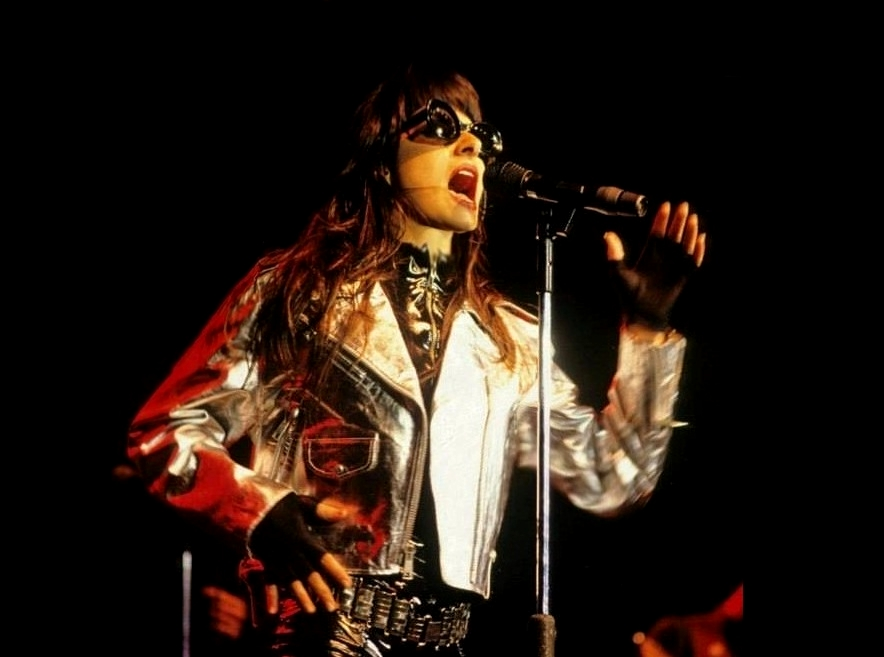
Fernanda usando um cinto porta-munição na SLA Tour, em 1990

Em 1987 o diretor da EMI, Jorge Davidson, ofereceu um contrato de gravação para Fernanda, afirmando que ela deveria aproveitar enquanto ainda estava forte no imaginário do público, porém a cantora recusou, explicando que ainda não tinha material próprio e que não iria gravar um disco que não fosse autoral, colocando apenas a voz em um material de terceiros. Na mesma época ganhou de presente uma bateria eletrônica do produtor Liminha para que, assim, pudesse compor suas próprias músicas, além de aprender a tocar violão, o que ajudou nesse processo. Ainda naquele ano realiza o primeiro trabalho como artista solo, colaborando em "Juliette", de Fausto Fawcett, lançado como segundo single do álbum Fausto Fawcett e os Robôs Efêmeros.[carece de fontes?] Em 1989, foi apresentada ao funk carioca pelo sociólogo Hermano Vianna, irmão de Herbert, que a leva a um baile comandado pelo DJ Marlboro, no mesmo ano, Fernanda procurou Jorge para mostrar uma fita demo com quatro faixas autorais produzidas por Herbert Vianna, tendo foco na música pop, funk e disco music que era feita nos Estados Unidos e longe do rock de antigo grupo. O diretor afirmou que não havia mercado no Brasil para o pop, até então inédito, porém Fernanda garantiu que poderia ganhar notoriedade: "Eu falei 'não tinha, mas vamos inaugurar'". Em 2 de fevereiro de 1990 foi lançado seu primeiro single, "A Noite", mesclando música pop e dance-pop, inédito no Brasil.[carece de fontes?] A faixa trazia samples de "D.I.S.C.O", do grupo Ottawan, e de "Lady Marmalade", de Labelle, sendo também incluída na trilha sonora da telenovela Mico Preto.
O álbum de estreia, SLA Radical Dance Disco Club, foi lançado oficialmente em 17 de março, trazendo nove das onze faixas compostas por Fernanda em parceria com outros músicos, além das versões de "Kung Fu Fighting", de Carl Douglas, e "Got To Be Real", de Cheryl Lynn – sob o nome de "Luxo Pesado" e interpretada parte em português, parte originalmente em inglês. O disco vendeu ao todo 260 mil cópias. A faixa-título "SLA Radical Dance Disco Club" foi lançado como segundo single em 12 de julho. Em 10 de outubro o terceiro single, "Você pra Mim", é liberado, trazendo sample de "Just the Way You Are", de Barry White, além de ser incluída na trilha sonora da telenovela Meu Bem, Meu Mal.[carece de fontes?] A faixa foi a segunda de Fernanda a atingir o primeiro lugar nas rádios. "Speed Racer" foi o quarto lançamento do álbum, liberada em 22 de abril de 1991. Em 19 de setembro chega às rádios o quinto e último single do álbum, "Kamikazes do Amor".[carece de fontes?]

### 1992–94:SLA 2 Be Sample

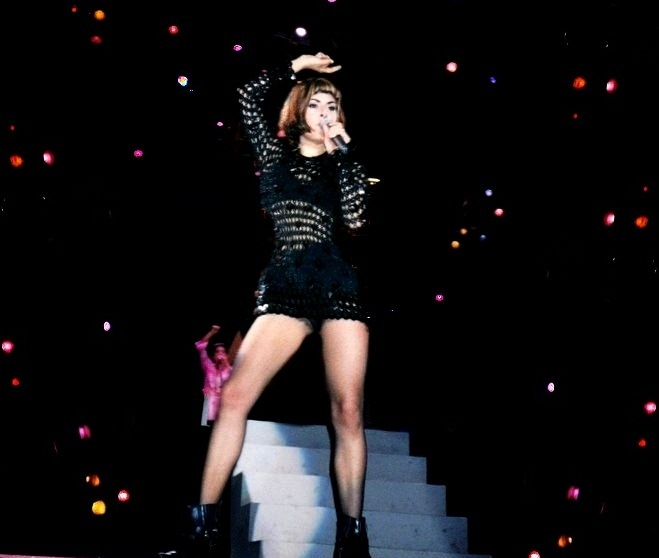
Abreu em uma apresentação da Turnê 40 Graus, 1993

Em 8 de abril de 1992 Fernanda lança seu single de maior sucesso, "Rio 40 Graus", trazendo sampler de "For the Love of Money", The O'Jays. A canção foi considerada pela crítica especializada como um marco na música brasileira, uma vez que trazia para a cena principal o hip hop e o funk, gêneros musicais ainda marginalizados naquela época, fazendo uma miscelânea com a música pop e colocando  Fernanda no posto de ícone ao levar a música da periferia aos grandes centros. Além disso, a faixa expunha a cidade do Rio de Janeiro pela primeira vez de forma desconstruída, longe da imagem imaculada pregada por canções como "Cidade Maravilhosa" anteriormente, citando as problemáticas e o caos presente na capital carioca, como o tráfico, os camelôs e as favelas.
Em 20 de abril chega às lojas seu segundo álbum, SLA 2 Be Sample, seguindo a linha do primeiro lançamento, porém adicionando novos ritmos, como R&B e hip hop. Impulsionado pelo sucesso do carro-chefe, o disco vendeu 400 mil cópias. Em 10 de setembro é lançado o segundo single, "Jorge da Capadócia", versão de Jorge Ben Jor, que obteve um bom número de execuções nas rádios. "Hello Baby" foi lançada em 25 de janeiro de 1993 como terceiro single, sendo o videoclipe dirigido por Paulo Cardoso, quebrando a sequência de vídeos dirigidos por Luiz Stein. O quarto lançamento, "Do Seu Olhar", chegou às rádios em 5 de junho.[carece de fontes?] Em 1994 seguiu a turnê do álbum e, em 1.º de outubro, apresentou-se como uma das atrações principais do festival Hollywood Rock, dividindo a noite com Whitney Houston. No final daquele ano realiza um show para 30 mil pessoas em São Paulo.

### 1995–97:Da Latae reconhecimento internacional

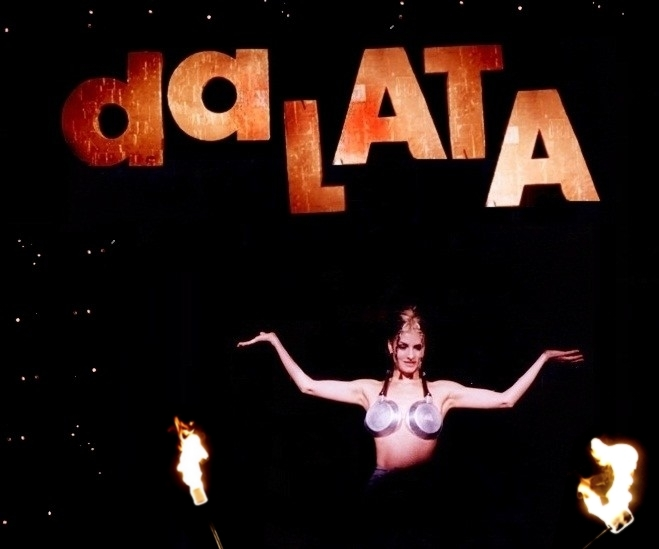
Fernanda em 1996 durante show da Turnê Da Lata vestindo seu famoso figurino com apenas duas frigideiras cobrindo os seios.

Em janeiro de 1995 Fernanda entrou em estúdio para gravar seu terceiro álbum, que foi finalizado em apenas dois meses. Em 4 de abril é lançado o single "Babilônia Rock", uma versão dançante da faixa original de Robson Jorge, produzida pelo DJ Memê.[carece de fontes?] A faixa não foi originalmente liberada com o intuito de ser o carro-chefe do terceiro álbum, mas sim estampar a trilha sonora da primeira temporada do seriado Malhação, porém, após o sucesso nas rádios, acabou sendo incluída no projeto. Em 1.º de julho, "Veneno da Lata" é lançado como primeiro single exclusivo para o novo álbum – e segundo no geral –, tendo a participação de Herbert Vianna, além de apresentar a filha de Fernanda, Sofia, recitando um poema gravado informalmente que, posteriormente, foi utilizado como introdução da faixa.[carece de fontes?] Em 5 de julho é lançado o terceiro álbum da cantora, Da Lata, considerado pela crítica especializada o mais impactante de sua carreira, uma vez que trazia um conceito visual temático. A arte gráfica foi criada por Luiz Stein, trazendo Fernanda completamente nua e coberta por materiais feitos com sucata e metais reciclados.
O título do projeto foi escolhido por Fernanda em referência a um famoso caso policial de 1987, quando traficantes despejaram 22 toneladas de maconha escondidas dentro de latas no mar do Rio de Janeiro ao serem cercados pela polícia, fazendo um paralelo entre algo que é bom escondido dentro "da lata", ou seja, um material barato, de origem pobre, expressando que seu álbum era assim, uma vez que ela explorava mais a fundo gêneros considerados da periferia, como o funk carioca. Das treze faixas, apenas quatro não foram compostas pela cantora – "Somos Um", "Babilônia Rock", "A Tua Presença Morena", versão de Caetano Veloso, e "É Hoje", versão do tema da União da Ilha do Governador –, além de ter "Um Dia Não Outro Sim" incluída na trilha sonora da telenovela História de Amor. O disco vendeu 100 mil cópias e recebeu o Disco de Ouro pela ABPD. Da Lata ainda foi escolhido como o melhor álbum latino-americano de 1995 pela revista americana Billboard. Em 20 de novembro estreia a Turnê Da Lata, trazendo um cenário inspirado no conceito do álbum, com a estrutura feita de sucata e lataria, criando a imagem de um ferro-velho no palco, além dos figurinos confeccionados com lataria e outros metais por estilistas. Além disso, Fernanda levou DJs de casas noturnas ao palco para discotecar durante seus shows, sendo pioneira na ligação da música eletrônica com o grande público.
Em 16 de dezembro é lançado o terceiro single, "Garota Sangue Bom", que contava com o backing vocal de Fausto Fawcett, tornando-se uma das canções mais conhecidas de Fernanda, tida como uma extensão de "Rio 40 Graus" por explorar a imagem da capital carioca suburbana. "Brasil é o País do Suingue" foi liberado como quarto e último lançamento em 16 de abril de 1996. Em 22 de agosto protagoniza um momento marcante do MTV Video Music Brasil, segundo a crítica especializada, ao aparecer apenas com duas frigideiras cobrindo os seios para apresentar a categoria de melhor edição, tornando-se capa dos principais jornais do país pelo acontecimento. Em outubro viajou para Europa e Ásia para levar sua turnê, passando pela França, Itália, Alemanha, Suíça, Bélgica, Holanda, Luxemburgo e Japão, retornando ao Brasil apenas no final daquele ano. Ainda naquele ano Fernanda participou do tema da campanha pela candidatura do Rio de Janeiro como sede dos Jogos Olímpicos de 2004, interpretando com um grupo de 30 artistas a versão de "Aquele Abraço", originalmente de Gilberto Gil, formando o grupo intitulado Artistas Unidos em Prol do Rio 2004.

### 1997–99:Raio X

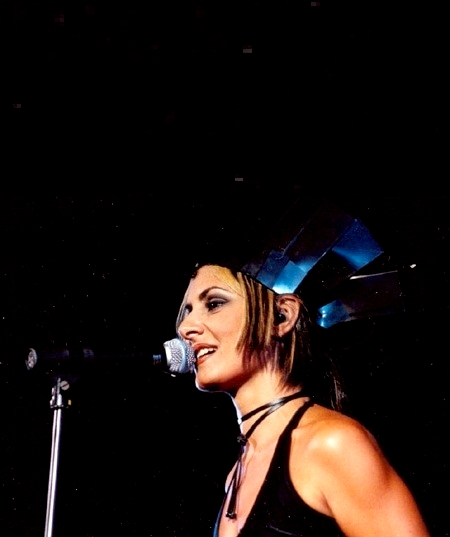
Fernanda utilizando um adereço de cabelo feito com placas de raio x durante show da Raio X Tour, em 1997

Em 5 de maio de 1997 foi lançado seu novo single, "Kátia Flávia, a Godiva do Irajá", versão da original de Fausto Fawcett e que se tornou a segunda canção de maior sucesso de sua carreira, gerando grande repercussão nas rádios.[carece de fontes?] O videoclipe gerou grande controvérsia na época, uma vez que trazia uma Fernanda mais sensual, encarnando a personagem citada pela canção, recebendo duas indicações ao MTV Video Music Brasil Em 14 de julho foi lançado seu quarto álbum de estúdio, Raio X, porém de forma diferenciada, misturando sete novas faixas com uma compilação de outras versões de todos seus maiores sucessos com participações especiais. "Rio 40 Graus" trouxe uma versão pulsada no rock, trazendo a participação de Chico Science e Nação Zumbi; "Jorge de Capadócia" trouxe a participação de Carlinhos Brown; "Speed Racer", "A Noite" e "Garota Sangue Bom" foram remixadas, enquanto "Você Pra Mim" e "Veneno da Lata" mantiveram a essência principal, mas com uma produção alterada. Originalmente o álbum seria ao vivo, porém Fernanda desistiu da ideia ao notar que releituras seriam mais produtivas. Junto com o álbum foi lançada uma edição limitada, trazendo um livro com fotos, imagens de divulgação e uma biografia da cantora. Em 12 de setembro foi lançado o segundo single da coletânea, "Jack Soul Brasileiro", que trouxe a participação de Lenine, ganhando boa repercussão e uma indicação ao MTV Video Music Brasil.[carece de fontes?]
"Um Amor, Um Lugar", com a participação de Herbert Vianna, foi incluída na trilha sonora da telenovela Anjo Mau e, devido à grande rotatividade da informação nas rádios, acabou sendo lançada como terceiro single oficial no dia 30 de outubro.[carece de fontes?] Em 7 de novembro iniciou-se a Raio X Tour para promover o disco, com o cenário produzido em computação gráfica e os shows divididos em um conceito de projeção em três partes diferentes – na primeira Fernanda começava no Rio de Janeiro e a projeção apresentava imagens de diversas partes do mundo; na segunda as canções românticas eram apresentadas acústicas em de forma intimista; a última parte trazia Fernanda vestida de placas de raio x cantando suas canções inéditas, em referência à sua identidade musical. Em 5 de abril de 1998 substituiu às pressas Tim Maia no festival Abril pro Rock, show este que seria o primeiro do cantor após sua internação se não houvesse falecido. Em outubro de 1998 a turnê foi levada para outros países, passando pela França, Portugal, Suíça e México. Em 1999 realizou participações especiais no álbum de diversos artistas incluindo "Funk de Bamba" para o disco de Funk Como Le Gusta, "Tempo de Estio", de DJ Meme. Além disso também gravou a faixa "Nádegas a Declarar" com Gabriel, o Pensador, faixa impactante do álbum do rapper que expor as mulheres que se tornavam famosas apenas pela sexualização de seu corpo, contribuindo para o machismo.

### 2000–03:Entidade Urbana

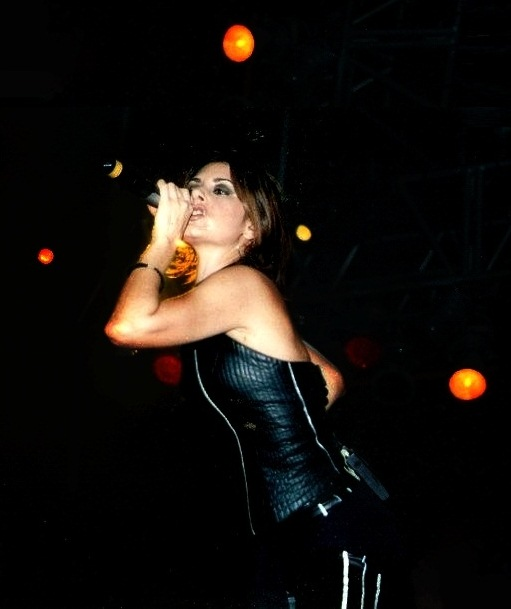
Fernanda durante a turnê Entidade Urbana, em 2001

No início de 2000 Fernanda começou a trabalhar em seu novo álbum, anunciando em maio que estava escrevendo uma canção em homenagem à cidade de São Paulo. Em 11 de novembro foi lançado o primeiro single de seu próximo trabalho, "Baile da Pesada", focado no hip hop.[carece de fontes?] Na época surgiu uma controvérsia na imprensa pelo refrão da faixa entoar "Mr. DJ" igualmente apresentado por Madonna em "Music", lançada na mesma época, porém Fernanda explicou que havia se inspirado em "Last Night a DJ Saved My Life", do grupo Indeep, de 1982. "Baile da Pesada" foi inspirada pela festa realizada por Ademir Lemos e Big Boy nas periferias cariocas durante a década de 1970, além de trazer referências ao Furacão 2000 e ao movimento Black Rio, que popularizou a música e as festas das favelas com a classe média. O videoclipe foi gravado no Morro do Salgueiro. Em 15 de novembro é lançado o álbum Entidade Urbana, totalmente focado em letras que retravam as diversas facetas dos centros urbanos, girando em torno das metrópoles, do caos urbano e dos relacionamentos superficiais nas cidades cheias de outras opções, sendo que todas as faixas trouxeram títulos relacionados ao tema. A arte gráfica do álbum, criada por Luiz Stein, trazia Fernanda formada por diversas colagens de figurinos diferentes, inspirados nos lambe-lambes comumente colados pelas cidades.
Uma edição limitada foi lançada, trazendo um fotolivro que reunia trabalhos de 49 artistas de rua brasileiros com poesia e grafite, abordando as grandes cidades. Em 13 de janeiro de 2001 se apresentou no Rock in Rio, cantando para um público de 190 mil pessoas no mesmo dia que Foo Fighters e Beck. No dia 30 de abril foi lançado o segundo single, "Paisagem de Amor".[carece de fontes?] Em 10 de julho estreia a turnê Entidade Urbana, com cenografia criada por Deborah Colker e inspirada no conceito do álbum, com carros, semáforos e grafitagens, tendo passado também por França, Espanha e Portugal. "São Paulo - SP", o terceiro single, foi lançado no dia 9 de agosto, sendo a primeira canção de Fernanda fora da cena carioca e descrita pela artista como uma redenção aos fãs paulistanos, além de ter sido incluída na trilha sonora da telenovela As Filhas da Mãe.[carece de fontes?] Originalmente Fernanda pretendia fazer de Entidade Urbana a primeira parte de uma trilogia de álbuns, que consistiriam em cidade, casa e quarto, avançando do geral ao íntimo, porém esta ideia foi abortada após o fim da era. Em 2002 se tornou mentora especial da primeira temporada do talent show Popstars, treinando as participantes nas aulas de dança e exercitando-as nas coreografias em conjunto. Em 2003 fez uma pequena participação especial na novela Celebridade.

### 2004–06:Na PazeMTV ao Vivo

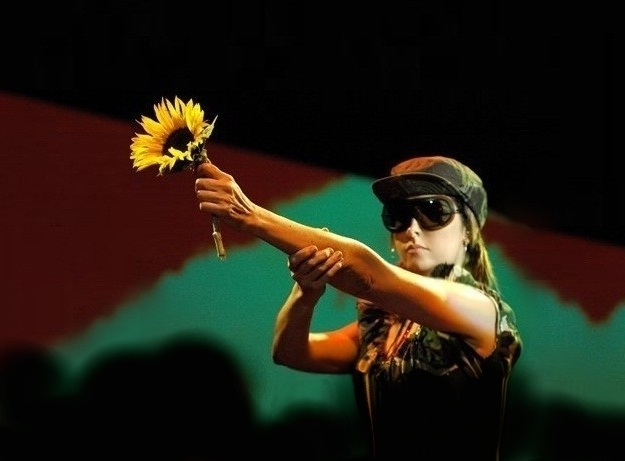
Fernanda vestida de guerrilheira na turnê Na Paz, em 2004

Em 2004 Fernanda fundou sua própria gravadora, Garota Sangue Bom Records, para produzir seu próprio material sem interferências internas, porém continuando com a parceria de lançamento e divulgação com a EMI. Em 1 de julho de 2004 foi liberado seu novo single, "Eu Vou Torcer", diferenciando-se dos lançamentos anteriores da cantora por não apostar em elementos urbanos, mas sim na mistura de música pop e bhangra, gênero indiano escolhido para expressar a sensação da letra. Em 15 de julho foi lançado seu quinto álbum, Na Paz, trazendo uma mistura de ritmos já tradicionais em sua carreira com outros orientais, além da temática entre o amor e o ódio predominante nas pessoas. A arte gráfica do álbum foi criada novamente por Luiz Stein e trazia de Fernanda vestida como guerrilheira, portando armas, das saiam flores flores, trazendo como conceito o momento que o mundo vivia naquele momento, onde a pacificação das áreas em guerra estavam sendo feitas, ironicamente, por meio de violência e mais guerras.
As artes foram inspiradas pela clássica foto da estudante Jan Rose Kasmir durante um manifesto pelo fim da Guerra do Vietnã em 1967, quando colocou flores nas armas dos policiais, se tornando um símbolo mundial da paz. A canção "Padroeira Debochada" gerou controvérsia na época por ironizar a padroeira brasileira, Nossa Senhora Aparecida, enquanto "Sol-Lua" trazia os vocais da filha de Fernanda, Alice, na introdução, conversando com a mãe durante uma conversa informal gravada e utilizada na faixa. O álbum vendeu ao todo 50 mil cópias. Em 1 de outubro estreia a Turnê Na Paz. "Bidolibido" foi lançado como segundo single em 25 de outubro.[carece de fontes?] Na mesma época ainda participou do projeto Um Barzinho, Um Violão, onde interpretou as faixas "Samba e Amor", de Chico Buarque, e "Rock with You", de Michael Jackson.
Em 2006, após ter reincidido o contrato com a EMI, Fernanda fechou contrato com a Universal Music e foi convidada pela MTV Brasil para gravar de seu primeiro álbum ao vivo sob produção da emissora, que tinha tradição na realização de discos do gênero. A gravação do projeto ocorreu em duas partes, divididas em 30 e 31 de março no Teatro Carlos Gomes, no Rio de Janeiro. Em 13 de maio foi lançado o único single do projeto, "Dance Dance", uma balada romântica nos moldes de "Você pra Mim".[carece de fontes?] Em 26 de maio seu primeiro álbum ao vivo e DVD, o MTV ao Vivo, é liberado, trazendo a única inédita lançada como single, seus maiores sucessos e as versões de "Baile Funk", de Rodrigo Maranhão, e "A Dois Passos do Paraíso", de sua época na Blitz, além dos medleys "Bloco Rap Rio" e "Bloco Funk", que compilavam várias canções de rap e funk carioca, respectivamente. O show foi exibido pela MTV Brasil dois dias depois, em 28 de maio. Em 4 de agosto Fernanda estreia a turnê do disco no Canecão, no Rio de Janeiro, percorrendo diversas cidades brasileiras nos dois anos seguintes.

### 2007–15: Pausa na música e e outros projetos

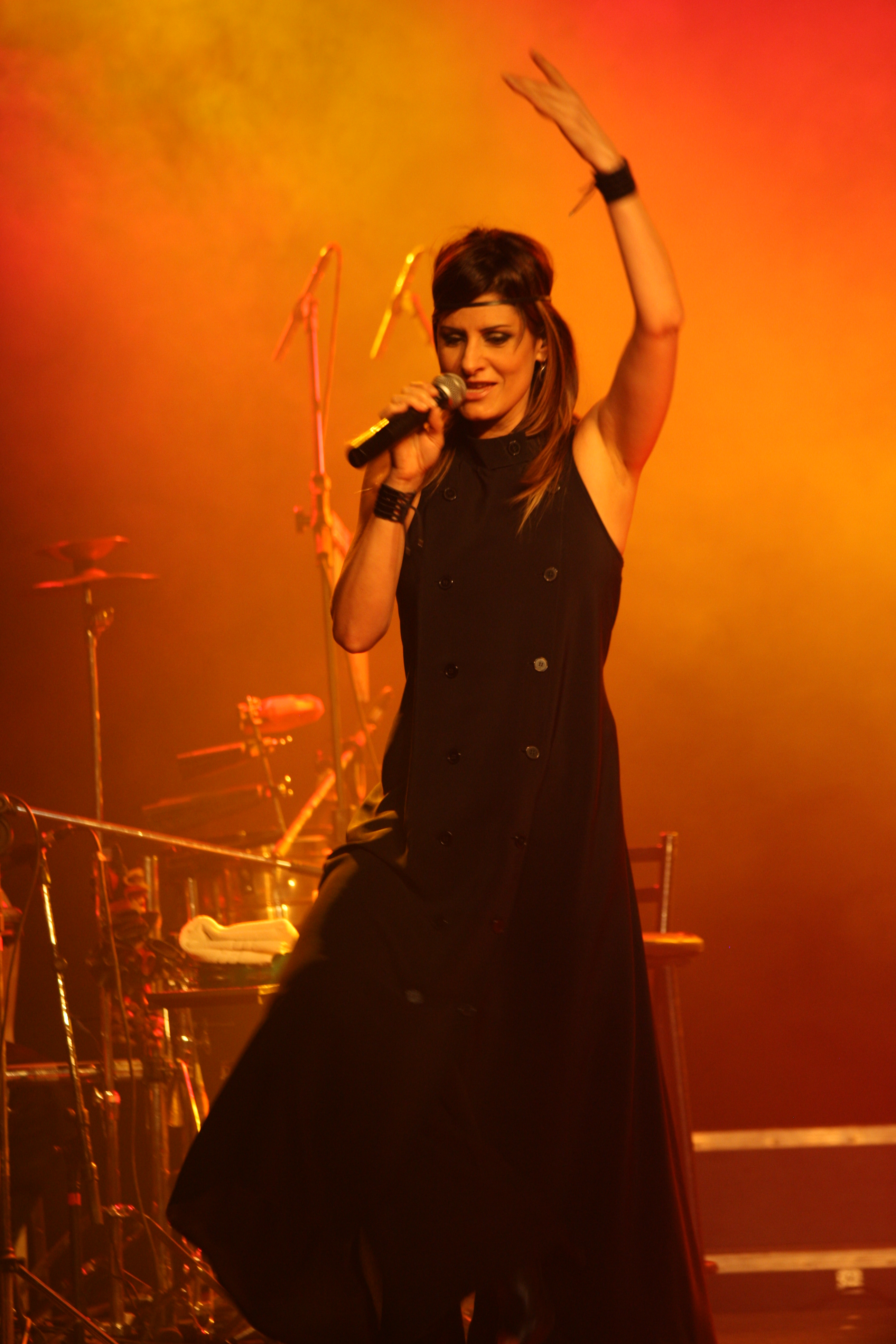
Fernanda em 2009

Em 2007 Fernanda é convidada para a turnê de reencontro dos integrantes originais da Blitz, porém decide não aceitar devido ao foco em sua carreira solo, participando apenas da gravação do DVD Blitz – Ao Vivo e a Cores. que comemorava 25 anos do grupo, onde interpretou a faixa "Você Não Soube Me Amar". Em 22 de novembro de 2008, anunciou que estava trabalhando em seu próximo álbum, com previsão de lançamento para 2009. O projeto, porém, acabou sendo abortado quando a mãe de Fernanda entrou em coma por problemas de saúde e ficou em estado vegetativo, mantendo-se internada por longos anos e fazendo com que a cantora desistisse de qualquer lançamento até que sua mãe recuperasse a consciência — o que não viria a acontecer, pois sua mãe permaneceu internada por seis anos até falecer em 2014. Em 31 de maio, sem poder se comprometer na gravação de um álbum ou excursionar com uma turnê longa pelos problemas pessoais, Fernanda criou a turnê Eletroacústico para manter-se ligada à música, mas sem grandes esforços, sendo um show ocasional, realizado em menor escala de datas e de forma acústica. Em 9 de setembro lança o livro infantojuvenil Meu Pequeno Vascaíno, contando a história de um menino fanático por futebol e pelo Club de Regatas Vasco da Gama.
No mesmo ano participou do especial Elas Cantam Roberto Carlos em homenagem ao cantor Roberto Carlos, interpretando as faixas "Todos Estão Surdos" e "Como É Grande o Meu Amor por Você". Em 17 de maio de 2010 é lançada a coletânea Perfil, pela Som Livre, parte de uma série de compilações com este título, trazendo o material de diversos artistas, porém sem nenhuma canção inédita. Em 2011 grava a música "Vou Subir a Colina" em homenagem aos 113 anos do Club de Regatas Vasco da Gama. Em 2012 participa do álbum do DJ Sapucapeta, colaborando na faixa "Não Deixa o Samba Morrer", além de participar do documentário Mr. Niteroi: The Lyric Beretta. Já em 2013 colabora em outros álbuns, gravando a versão de "Menino do Rio" para a coletânea Um Barzinho, um Violão - Novelas Anos 80, Vol. 1, "Sonho de um Sonho" para o tributo a Martinho da Vila no disco Sambabook, e a inédita "Isto" em colaboração para o disco de Luiz Caracol. Em 21 de setembro participa pela segunda vez do Rock in Rio. Em 2014 participa do álbum infantil de Zeca Baleiro, Zoró, colaborando na faixa "Joaninha Dark", além de gravar a versão de "Fullgás" para a coletânea Um Barzinho, um Violão - Novelas Anos 80, Vol. 2. Em 2015 grava "Palco" e "Onde Você Mora" para a coletânea especial em comemoração aos 30 anos festival Rock in Rio.

### 2016–presente:Amor Geral

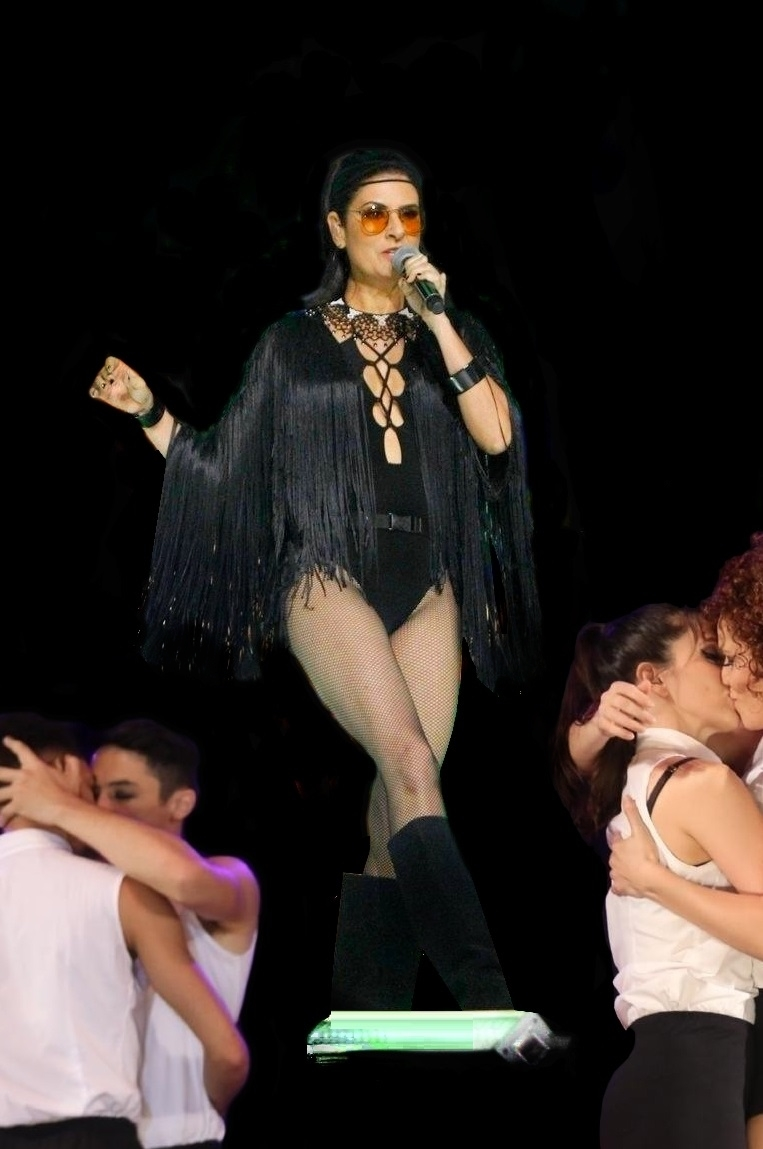
Abreu em 2020, na Turnê Amor Geral

Em 4 de janeiro de 2016 Fernanda anuncia que estava finalizando seu próximo disco, o qual traria a participação especial do rapper americano Afrika Bambaataa, e, dias depois, anuncia o repertório oficial do projeto, que focaria da diversidade do amor. Em 27 de fevereiro assina contrato com a Sony Music para lançar o disco, firmando uma parceria entre a multinacional e sua própria gravadora. Em 15 de abril é lançado seu novo single, "Outro Sim", misturando música pop e R&B, além de ter como temática o fato da vida sempre dar outra oportunidade e estar em constante movimento – positiva ou negativamente. O videoclipe foi dirigido por Mini Kerti e inspirado pelo contraste do preto e branco com o vermelho, que Fernanda apresentaria nas artes de seu novo álbum, além de trazer dançarinos se expressando livremente para criar suas próprias coreografias, incluindo uma bailarina drag queen. Em 20 de maio é liberado seu sexto álbum de estúdio, Amor Geral, trazendo nove das dez faixas compostas por Fernanda em parceria com outros músicos, sendo descrito pela cantora como um trabalho totalmente autobiográfico, contando os pontos altos e baixos dos relacionamentos.
A arte gráfica do disco foi criada pelo diretor de arte italiano Giovanni Bianco, trabalhando entre a escala de cinza em contraste com o vermelha, além de compor partes do corpo de Fernanda por estampas de jornais. Em outubro se torna mentora assistente da primeira temporada do X Factor Brasil, auxiliando lapidar e selecionar os candidatos do time de Paulo Miklos na categoria dos grupos. Em 28 de outubro de estreia sua nova turnê, Amor Geral: O Show, para promover seu mais recente trabalho, trazendo um diferencial de sua última turnê ao trazer de volta os efeitos visuais, dançarinos e as coreografias.

## Vida pessoal
"Minha mãe teve um tumor na cabeça e ficou seis anos em coma até morrer. Meu pai sofreu muito com tudo isso. As coisas ruíram juntas. A dor está ali, mas, se você trabalhar para compreender a situação, ainda que seja a morte, você supera."

— Fernanda sobre como superou a morte de sua mãe, que ficou em coma seis anos antes de falecer em 2014.
Em 1979, aos 17 anos, foi aprovada no vestibular de Arquitetura na Universidade Federal do Rio de Janeiro (UFRJ) e de Sociologia na Pontifícia Universidade Católica do Rio de Janeiro (PUC), optando por cursar a primeira opção por ser uma universidade pública. Apesar da apresentar habilidade em desenho e criatividade para criação, a cantora não se adequou às aulas de Cálculo, abandonando o curso após o primeiro semestre. Em 1980 decidiu estudar Sociologia e chegou a cursar três anos da faculdade, porém teve que trancar no último ano, em 1983, devido à falta de tempo para se dedicar aos estudos e ao TCC pela intensa rotina de shows com a Blitz. Em 1982 começou a namorar o designer gráfico Luiz Mermelstein, conhecido no meio artístico como Luiz Stein, com quem se casou em 20 de maio de 1983. Em 14 de junho de 1992 nasce sua primeira filha, Sofia Abreu Mermelstein. Fernanda utilizou um áudio gravado informalmente em sua casa, no qual sua filha fala: "Rio de Janeiro, Cidade maravilhosa", durante a introdução do single "Veneno da Lata", presente no álbum Da Lata, em 1995.
Em 7 de dezembro de 1999 nasce sua segunda filha, Alice Abreu Mermelstein. Igualmente, Fernanda aproveitou um áudio da menina recitando "O sol dorme a noite e a lua acorda. E a lua dorme e o sol acorda." para incorporar na introdução de "Sol-Lua", do álbum Na Paz, em 2004. Em 2008, em decorrência de problemas de saúde, a mãe de Fernanda, Vera Marina, entrou em coma e ficou em estado vegetativo por seis anos, fato que fez a cantora desligar-se da carreira artística para cuidar da sua mãe e de seu pai, que ficou abalado com a situação familiar. Por causa disso, a artista passou a fazer psicoterapia, para fortalecimento pessoal. Em 1.º de maio de 2012 anunciou sua separação depois de 28 anos de casada, embora o casal já estivesse divorciado desde março, porém sem revelar para a imprensa. A cantora explicou que o casal já passava por um processo de separação há cinco anos, desde 2007, embora tenham continuado amigos e parceiros de trabalho. Em setembro anuncia que está namorando o baterista Tuto Ferraz há cinco meses, desde abril. Os dois mantêm um casamento à distância, uma vez que Fernanda mora no Rio de Janeiro e Tuto em São Paulo. Em 2014 a mãe de Fernanda faleceu, após seis anos em coma.
Fernanda é torcedora do Vasco da Gama, time de futebol carioca, e foi responsável por gravar a faixa-tema da festa de 113 anos do clube, "Vou Subir a Colina", em 2011. A cantora também é torcedora do Sporting, de Portugal, e foi homenageada pelo time e presenteada pelo presidente do clube na época com uma camisa do time autografada. Fernanda mora no Jardim Botânico, no Rio de Janeiro, em uma casa que contém um estúdio de gravação próprio. Ela possui alguns animais de estimação, incluindo uma boxer, chamada de Laika, uma maritaca, de nome Magali, e duas tartarugas de água, Filomeno e Filomena. Sua filha Sofia é formada em Medicina pela UFRJ, com especialização em neurologia. Já sua filha Alice estuda história e moda, também na UFRJ.

## Características musicais

### Influências
| |  |  |
| Michael Jackson (esquerda) e Prince (direita) foram citados por Fernanda como suas maiores influências musicais. |  |  |

Para Fernanda, o cantor americano Michael Jackson foi sua maior influência musical, de quem declarou ser "devota". Ela se tornou admiradora do cantor em 1970, quando comprou o álbum ABC álbum do grup The Jackson 5, formado por Michael e seus irmãos, se interessando em entrar em aulas de dança para reproduzir os mesmos passos. Em 2008, durante entrevista para O Globo, a cantora explicou que ficou perplexa ao saber da morte de Michael: "Fiquei arrasada com a sua inesperada e trágica morte. Inconformada, tentava arranjar explicações. Quando soube do lançamento do filme Michael Jackson's This Is It, achei que encontraria a resposta, mas saí do cinema ainda mais confusa e com apenas uma certeza: Michael Jackson é, de verdade, um artista genial e apresentaria para o mundo um show extraordinariamente pop". Outra grande influência para ela foi Prince. Fernanda realizou ensaios fotográficos inspirados nos figurinos do artista em 2005 e 2009, para a revista da MTV e para o livro Eu Queria Ser, respectivamente.
Madonna também foi também uma grande influência, especialmente em seus dois trabalhos mais direcionados aos gêneros dançantes. Fernanda assistiu à turnê The MDNA Tour no Brasil, em 2012, e a Rebel Heart Tour no Madison Square Garden em Nova York, em 2015, quando o diretor de arte Giovanni Bianco enviou-lhe convites especiais para a apresentação. O grupo Technotronic também serviu de inspiração nos primeiros trabalhos. Durante a produção do álbum Da Lata Fernanda citou como referências a banda inglesa Massive Attack e os artistas americanos Quincy Jones e D'Angelo, além da influência direta em seu trabalho do contato com Chico Science e Herbert Vianna. Outras influências incluem os cantores americanos James Brown  e Stevie Wonder, que lhe trouxeram a referência das raízes do funk, da disco music a banda de funk rock Red Hot Chilli Peppers e o sambalanço, samba rock e o samba funk do brasileiro Jorge Ben Jor, de quem Fernanda regravou "Jorge da Capadócia" e "Eu Vou Torcer".

### Estilo musical e composições
"O Jorge Davidson [diretor da EMI] falou: 'Adorei, que coisa diferente. Mas você sabe, não tem mercado no Brasil para a música pop, pra essa coisa dançante'. Eu falei 'não tinha, mas vamos inaugurar. Acredita que vai dar certo'. E deu."

— Fernanda sobre ser a primeira artista de música pop no Brasil.
A voz de Fernanda voz é considerada mezzo-soprano, possuindo um alcance de 3 oitavas. A classificação mostra um vocal suave e de baixa emissão, tendo pouco esforço para atingir notas baixas, usando mais a voz de cabeça e falsete. Seu estilo musical é classificado, basicamente, como pop. Outros gêneros foram incluídos do decorrer de seus discos, como o dance-pop, disco e o synthpop presentes em seus dois primeiros trabalhos. Já a partir de Da Lata, Fernanda passou a investir nos gêneros mais urbanos e presentes na periferia, como R&B, rap e hip hop. O funk carioca foi outro gênero popularizado pela cantora a partir de "Rio 40 Graus", estando presente em seus demais trabalhos a partir dali, sendo Fernanda a precursora do gênero no país, até então considerado marginalizado e periférico, fazendo a ponte entre as comunidades e as grandes rádios. Outros gêneros ainda foram apresentados em algumas faixas específicas, como o neo soul ("Luxo Pesado"), música eletrônica ("Space Sound to Dance"), bhangra ("Eu Vou Torcer"), drum and bass ("É Hoje"), samba-rock ("Roda que Se Mexe") e trap ("Outro Sim").
Fernanda ficou conhecida pelas composições centradas no Rio de Janeiro, como "Rio 40 Graus" e "Garota Sangue Bom". Porém, diferente de faixas que enalteciam a capital carioca e propunham uma imagem imaculada – como "Cidade Maravilhosa" e "Aquele Abraço" –, Fernanda expressou a imagem mais realista da cidade, citado as problemáticas, o caos urbano, as favelas e até mesmo os camelôs e as favelas como parte do contexto. Fernanda é a compositora principal de seus discos, tendo escrito quase unanimemente todas as faixas solo ou com parceiros, salvo apenas as regravações de outros artistas e "Vênus Cat People", "Sou Brasileiro" e "Double Love (Amor em Dose Dupla)", as únicas três faixas inéditas que não levaram sua assinatura. Esta foi a principal exigência da cantora quando, em 1987, recusou o primeiro contrato da EMI para não colocar apenas a voz em canções de terceiro, alegando que faria trabalhos autorais.

## Discografia
Álbuns de estúdio
- SLA Radical Dance Disco Club (1990)
- SLA 2 Be Sample (1992)
- Da Lata (1995)
- Raio X (1997)
- Entidade Urbana (2000)
- Na Paz (2004)
- Amor Geral (2016)

## Filmografia

### Televisão
| Ano  | Título                      | Personagem         | Nota                   |
| ---- | --------------------------- | ------------------ | ---------------------- |
| 1984 | Blitz contra o Gênio do Mal | Ela mesma          | Especial de fim de ano |
| 2002 | Popstars                    | Mentora assistente | Temporada 1            |
| 2016 | X Factor Brasil             | Mentora assistente | Temporada 1            |
| 2019 | Dança dos Famosos           | Participante       | Temporada 16           |

### Cinema
| Ano  | Título                         | Personagem | Nota           |
| ---- | ------------------------------ | ---------- | -------------- |
| 1993 | Vênus de Fogo                  | Bárbara    | Curta-metragem |
| 2012 | Mr. Niteroi: The Lyric Beretta | Ela mesma  | Documentário   |

## Turnês
- SLA Tour (1990–91)
- Turnê 40 Graus (1992–94)
- Turnê Da Lata (1995–97)
- Raio X Tour (1997–00)
- Turnê Entidade Urbana (2001–03)
- Turnê Na Paz (2004–05)
- Turnê MTV Ao Vivo (2006)
- Turnê Eletroacústico (2009–14)
- Amor Geral: O Show (2016–20)